# Haseena Atom Bomb
Haseena Atom Bomb er en afghansk-pakistansk kultfilm fra 1990 instrueret af Saeed Ali Khan. Det var oprindeligt en lavbudget film indspillet på Pashto, men blev efterfølgende dubbet til urdu som er nationalsproget i Pakistan, hvor den blev en blockbuster.